# Sabas de Kalymnos
Saint Sabas de Kalymnos est un saint orthodoxe du XXe siècle, fêté 14 jours avant Pâques. 
Le futur saint Sabas est né en 1862 à Herakleitsa, en Thrace orientale. Il était fils unique d'une famille pauvre. Désirant déjà très jeune devenir moine, il rencontra cependant l’opposition de ses parents. Il partit alors en cachette pour le Mont Athos.Il y apprit le chant byzantin et l'iconographie. Quelques années après, en 1887, il partit en pèlerinage en Terre Sainte et il décida finalement de s'y installer. Il fut tonsuré moine au Monastère Saint Georges de Choziba, puis partit dans le désert, où il mena une vie  hésychaste d'ascèse et de prière pendant de longues années. 
Il fut ordonné diacre au Monastère de Saint-Georges en 1902, puis Prêtre un an plus tard. Il dut cependant rentrer en Grèce en 1916 à cause des menaces des musulmans contre les Chrétiens dans la région. Il revint au Mont Athos puis se rendit à Égine à l'invitation de Saint Nectaire d'Egine. 
Il devint alors aumônier du couvent de la Sainte Trinité de l'île (dont Saint Nectaire était le fondateur) où il resta 6 ans (de 1919 à 1925). 
En 1925, il se retira au Monastère de tous les Saints à Kalymnos dont il devint le père spirituel et où il finit sa vie dans la prière. Très humble, il menait une vie de pauvreté et distribuait tout son argent aux pauvres, si bien qu’il n’en avait pas pour lui. Il mourut le 7 avril 1948. Ses restes furent exhumés en 1957 et ses reliques firent dès lors de nombreux miracles. Il est depuis lors Saint Patron de l'île de Kalymnos, et il y a chaque année des pèlerinages dans le Monastère de tous les Saints, où sont encore conservées ses reliques.